# Johannisberg (Jena-Lobeda)
Der Johannisberg ist ein markanter Ausläufer der Wöllmisse, einer Muschelkalk-Hochfläche östlich von Jena. Der steil zum Saaletal hin abfallende Geländesporn nördlich des Stadtteils Alt-Lobeda trägt die Reste zweier bedeutender Befestigungen aus der späten Bronzezeit und dem frühen Mittelalter. Durch mehrere archäologische Ausgrabungen und Fundbergungen seit den 1870er Jahren gehören sie zu den wenigen untersuchten Anlagen aus diesen Zeitabschnitten in Thüringen.
Von besonderem Interesse in der archäologischen und historischen Forschung ist die frühmittelalterliche Burg. Aufgrund ihrer Lage unmittelbar am östlichen Ufer der Saale wurden und werden ihre Datierung und Interpretation stark mit Überlegungen zur politisch-militärischen Ostgrenze des fränkischen Reiches verknüpft. Dabei ist umstritten, ob es sich um eine Befestigung unabhängiger slawischer Herrscher handelte oder ob sie unter fränkischer Herrschaft errichtet wurde. Einer neueren Untersuchung zufolge dürfte sie in der zweiten Hälfte des 9. Jahrhunderts im Zusammenhang mit der Einrichtung des limes sorabicus unter fränkischem Einfluss erbaut worden sein.

## Topographische und geomorphologische Situation

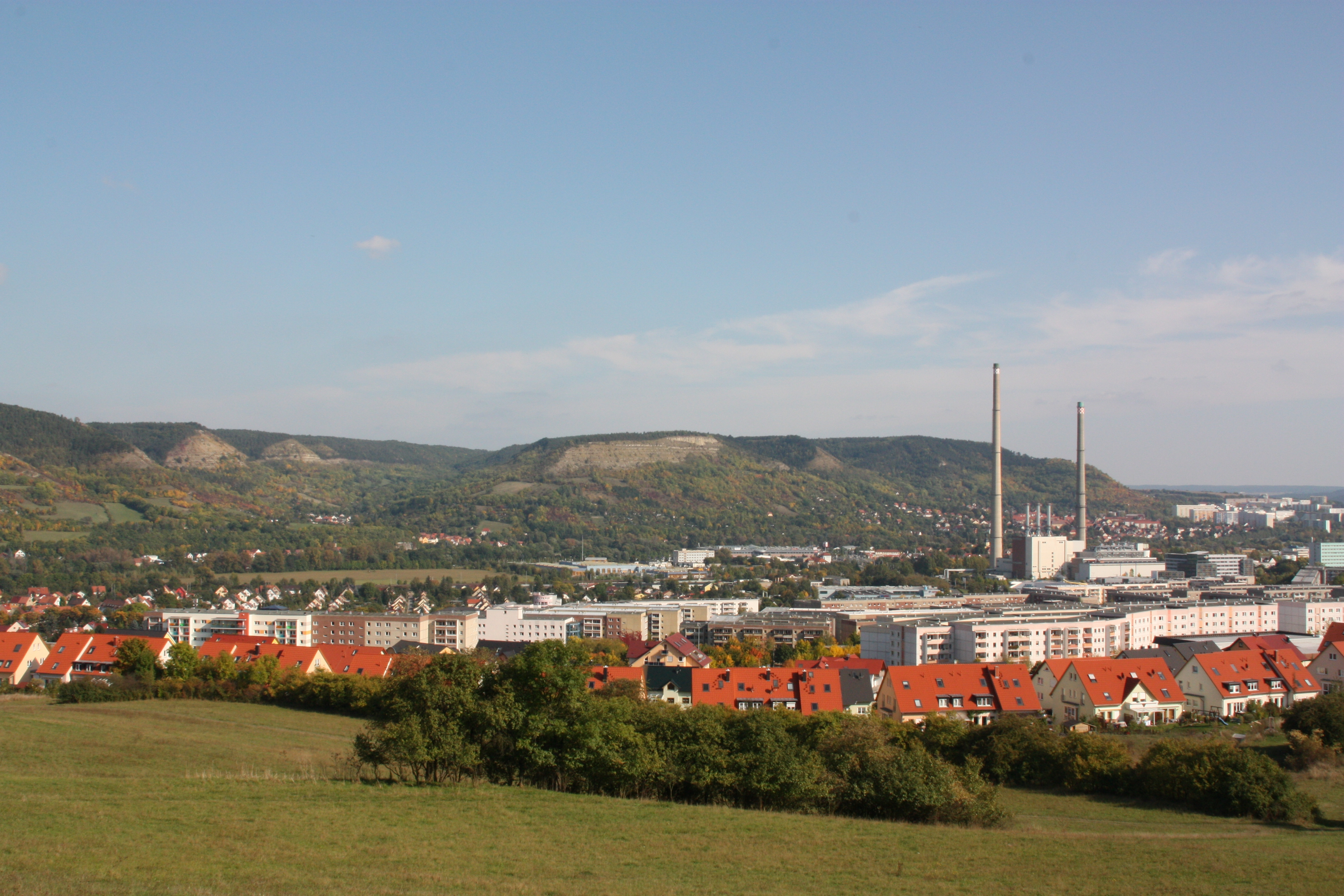
Blick auf die Kernberge, das Pennickental, den Johannisberg und das Rodatal

Der Johannisberg liegt nördlich von Jena-Lobeda am östlichen Ufer der Saale. Gemeinsam mit dem nördlich liegenden Kernberg und dem Jenaer Hausberg bildet er die Südostfront des mittleren Saaletals bei Jena. Deren Steilhänge werden durch den über 100 m mächtigen unteren Muschelkalk, populärwissenschaftlich auch Wellenkalk genannt, gebildet, aus dem mehrere feste Kalkbänke hervortreten (siehe auch Geologie des Mittleren Saaletales).

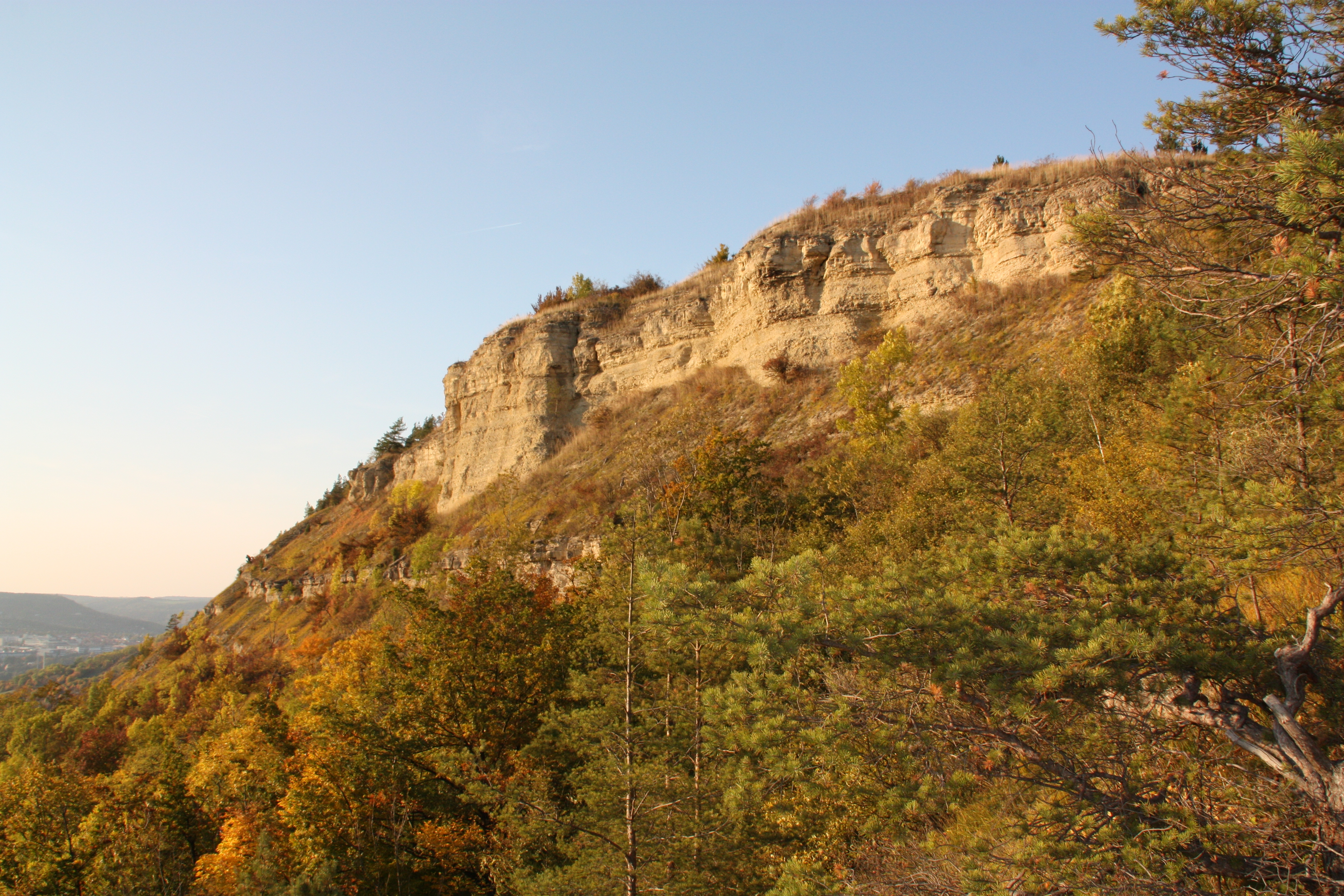
Blick auf den Steilabfall des Muschelkalks

Die Muschelkalk-Hochfläche der Wöllmisse springt hier mit einem stiefelförmigen Ausläufer weit nach Westen vor. Der Johannisberg mit einer Höhe von 360–373 m über NN wird im Norden von dem schmalen Pennickental und im Süden durch das weite Tal der Roda begrenzt. Im Westen bricht er steil, im oberen Teil fast senkrecht zum Saaletal ab. Der Höhenunterschied beträgt 215–220 m. Es kann zwischen einem etwa trapezförmigen Plateau mit 180 m größter Länge und 70 m größter Breite und der stark abfallenden, gratförmigen, nach Nordwest gerichteten Spitze mit einer Länge von ca. 200 m unterschieden werden. Nach Osten geht der Berg mit einer Breite von durchschnittlich 120 m ohne natürliches Hindernis in die Hochfläche der Wöllmisse über. Es existieren zwei kräftige Quellen in einem kleinen, tiefen Wasserriss am südlichen Bergrand, etwa 250 m südlich und 100 m unterhalb des Plateaus. Nördlich des Johannisberges fließt im etwa 140 m tiefer gelegenen Tal der Pennickenbach.

## Beschreibung der Wallreste

### Die beiden Hauptwälle

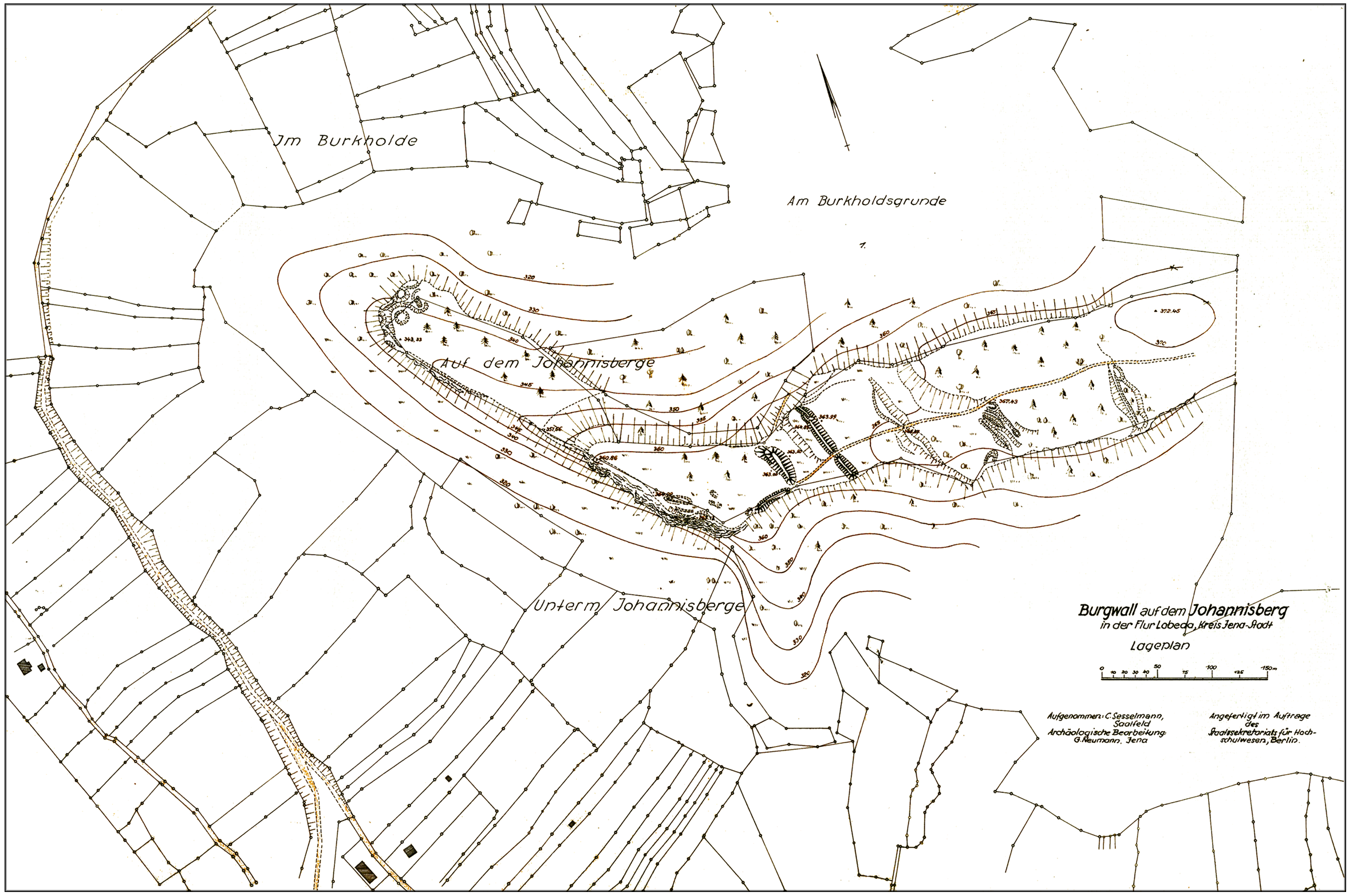
Plan des Johannisberges nach einem Aufmaß von Curt Sesselmann 1957

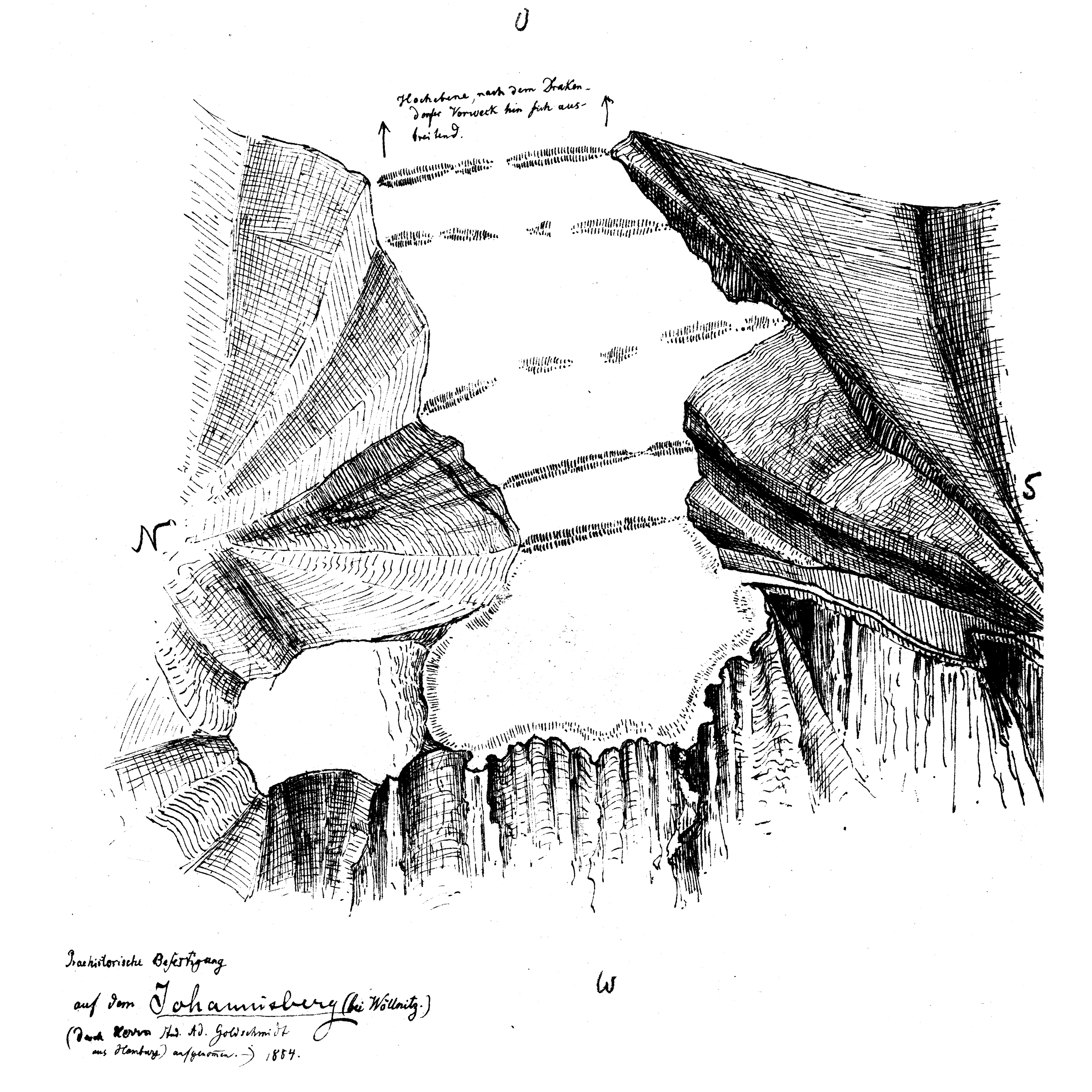
Skizze der Wallanlagen von A. Goldschmidt 1884

Durch den steilen Abfall nach Süden, Westen und Norden ist das Plateau des Johannisberges natürlich geschützt. Es bot sich daher in der Urgeschichte und dem frühen Mittelalter für die Errichtung einer befestigten Höhensiedlung an. An der engsten Stelle des Sporns wurde der Zugang mit Konstruktionen aus Holz, Steinen und Erde abgeriegelt. Durch ihren Verfall stellen sie sich heute nur noch als Wälle dar. Deutlich sind im Gelände zwei Wälle erhalten, die sich in Größe und Gestalt unterscheiden. Der westliche Wall ist etwa 48 m lang, 1,60 m hoch und ein wenig nach innen gebogen. Er verläuft an der schmalsten Stelle des Plateaus von dessen nördlichem zum südlichen Rand. Im Abstand von 28 m nach Osten liegt ein zweiter, etwa 80 m langer, gerader Wall von 1,30 m Höhe.

### Reste der Randbefestigung

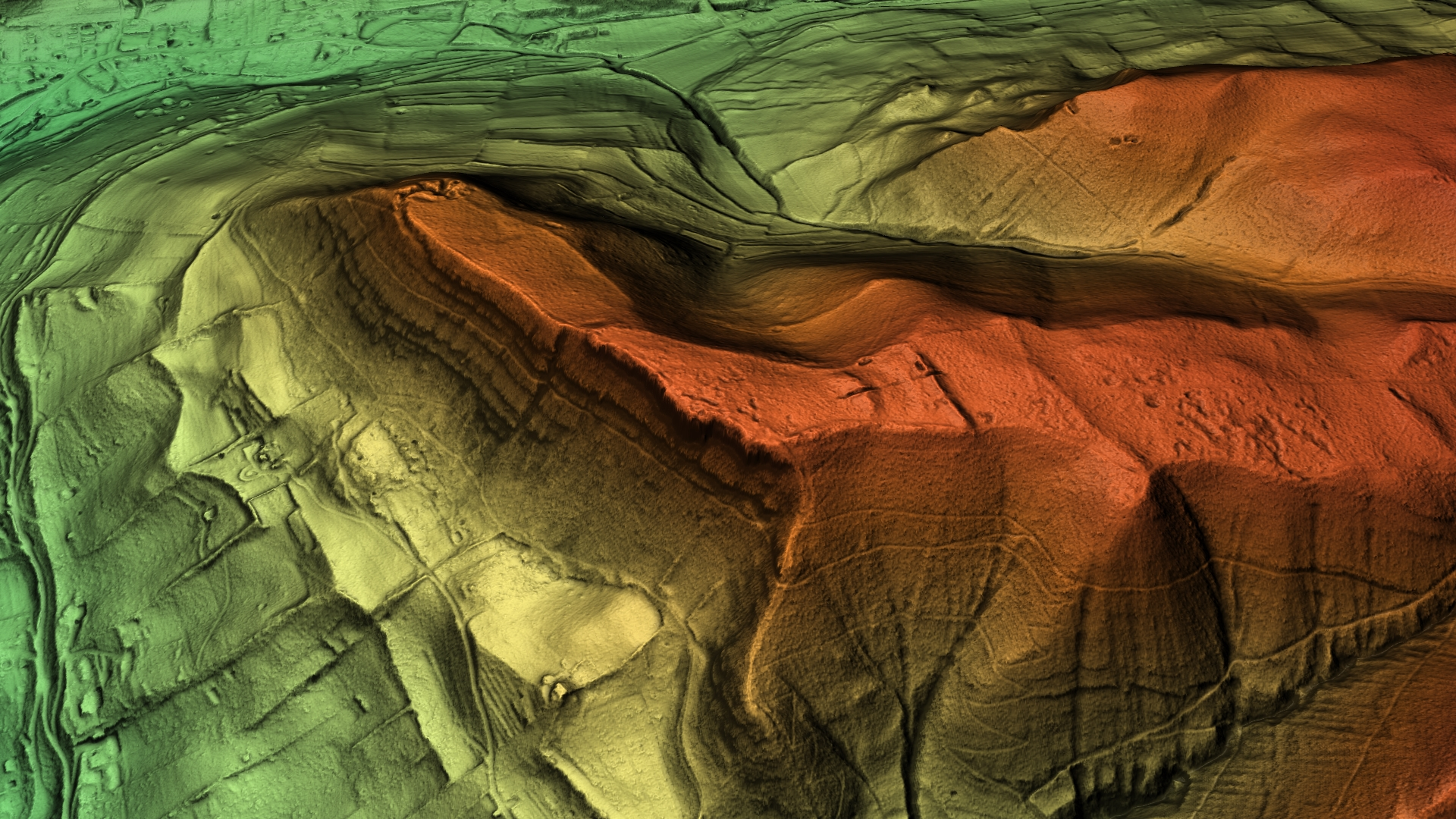
3D-Ansicht des digitalen Geländemodells

Am südlichen Plateaurand hat sich vom Südende des westlichen Walles zur Kante im Westen hin ein etwa 35 m langer, wesentlich niedrigerer Wall erhalten. Eine Skizze von 1884 und eine Zeichnung aus dem Jahr 1912 zeigen auch am Übergang von dem trapezförmigen Plateau zur Spornspitze einen Wall, wo heute nur noch eine deutliche Geländekante zu sehen ist. Nach dem älteren Plan soll das Plateau sogar an allen Seiten von Wällen umgeben gewesen sein. Wahrscheinlich handelt es sich bei dem niedrigen Wall um den Rest einer Randbefestigung, der an dem hier etwas weniger schroffen Steilabfall nach Süden erhalten blieb.

### Vermutete Vorwälle
Unklar ist die Existenz von zwei weiteren Wällen im östlich anschließenden Vorfeld. Diese werden in der älteren heimatkundlichen Literatur der 1920er und 1930er Jahre beschrieben und sind auch auf den beiden Zeichnungen erfasst. Während sie in verschiedenen Veröffentlichungen des Ausgräbers Gotthard Neumann 1959 und 1960 nicht erwähnt werden, sprach Reinhard Spehr 1994 von einer „geradlinige(n) Führung der bisher übersehenen beiden Vorwälle“. Das gesamte Gelände ist heute durch umfangreiche Aufforstungen seit den 1950er Jahren stark umgestaltet. Weitere Eingriffe erfolgten vermutlich durch Schanzarbeiten in Zusammenhang mit dem unweit gelegenen, bis zum Ersten Weltkrieg genutzten Exerzier- und Manöverplatz der Garnison Jena. Ohne archäologische Untersuchungen kann nicht entschieden werden, ob es sich bei den relativ flachen und eher unregelmäßigen Bodenwellen und -einschnitten östlich der beiden genannten Wälle um natürliche, geologische Phänomene oder tatsächlich um künstlich angelegte bzw. zumindest ausgebaute Befestigungen handelt. In letzterem Falle würde sich die Anlage noch einmal erheblich vergrößern.

## Archäologische Untersuchungen auf dem Johannisberg

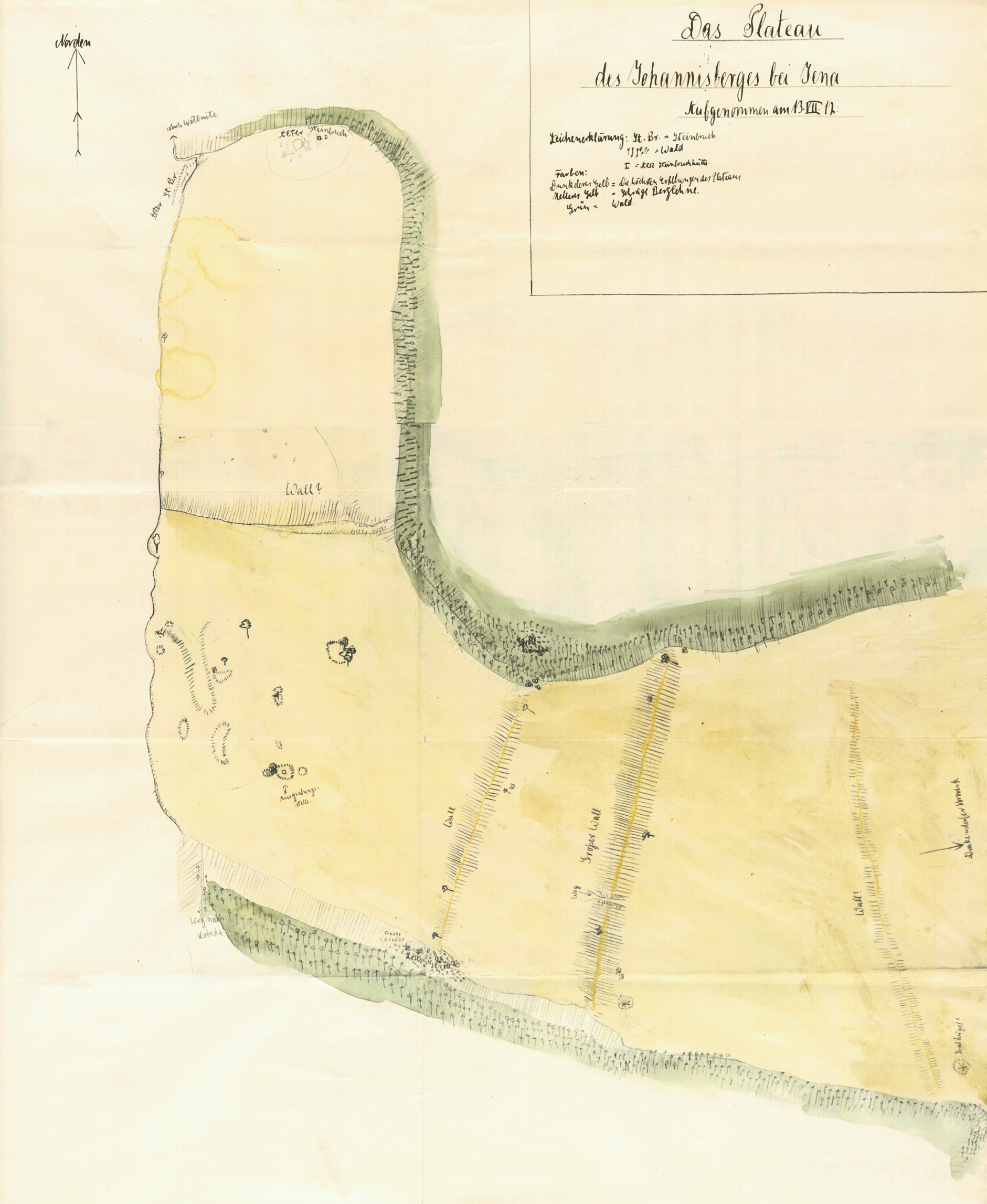
Skizze der Wallanlagen und Ausgrabungsstellen von Walther Cartellieri 1912

### Ausgrabungen und Fundbergungen in der zweiten Hälfte des 19. und ersten Hälfte des 20. Jahrhunderts
Die deutlich ausgeprägte Wallanlage zog bereits frühzeitig das Interesse auf sich. Erste Ausgrabungen und Bergungen von Lesefunden führte der Begründer der Ur- und Frühgeschichtsforschung in Jena, Friedrich Klopfleisch, in den 1870er und 80er Jahren durch. Zu diesen Grabungen, die meist nur einen Tag dauerten und größtenteils mit Studenten im Rahmen von sonnabendlichen „Archäolog. Exkursionen in die Umgegend Jena’s“ stattfanden, existieren einige Aufzeichnungen und Skizzen in Klopfleischs Tagebüchern. Es wurden an mehreren Stellen Funde geborgen und mindestens ein Schnitt durch einen Wall angelegt. Die genaue Lage der Grabungsstellen ist jedoch nicht bekannt. Weitere Bergungen von Lesefunden und unsystematische Grabungen erfolgten in der ersten Hälfte des 20. Jahrhunderts durch archäologische Laien. So hat Walther Cartellieri, ein Sohn des Jenaer Professors für Geschichte Alexander Cartellieri, um 1912 Untersuchungen westlich des westlichen Walles vorgenommen, wie eine von ihm angefertigte Skizze des Johannisberges mit Eintrag der Fundstelle zeigt. In den 1930er Jahren konnten Mitarbeiter des Germanischen Museums der Universität Jena, darunter vor allem Gotthard Neumann, weitere Lesefunde bergen und so den Museumsbestand erweitern.

### Ausgrabungen unter Gotthard Neumann 1957 und 1959
Einen wesentlichen Erkenntnisfortschritt erbrachten die Ausgrabungen durch Gotthard Neumann in den Jahren 1957 und 1959. Dabei wurde innerhalb von drei Wochen im Jahr 1957 zunächst ein 76 m langer und etwa 1 m breiter Schnitt I durch beide Wälle angelegt. Den östlichen, über 80 m langen Wall mit den Resten zweier steinerner Blendmauern erkannte Neumann als frühmittelalterlich, der westliche Wall stammt aus der späten Bronzezeit. Nach Abschluss der Grabungen bargen die Brüder A. und G. Daniel in dem Schnitt zwischen beiden Wällen unsystematisch einige weitere Funde. In der vierwöchigen Grabungskampagne 1959 konnten mehrere kleine Flächen und Schnitte am Fuß des Walles und am vermuteten Zugang im Norden aufgedeckt werden. Die untersuchten Flächen erreichten insgesamt eine Größe von ca. 270 m², davon 167 m² in lediglich 1 m breiten Schnitten. In den Grabungsflächen waren abgesehen von der Befestigung kaum eindeutige Befunde und keinerlei Stratigraphie zu erkennen. Dies ist zum einen durch die geringe Mächtigkeit der Humusbedeckung, zum anderen sicherlich auch durch die Grabungsmethodik der schmalen Schnitte bedingt, in denen großflächige Strukturen meist nur sehr schwer zu erkennen sind.

### Die Ausgrabung im Jahr 1980 durch das Museum für Ur- und Frühgeschichte
Im August 1980 führte das Museum für Ur- und Frühgeschichte in Weimar unter der Leitung von Sigrid Dušek eine einwöchige Nachgrabung durch. Dabei wurde die bereits von Neumann untersuchte Fläche am Tor erneut aufgedeckt und erweitert sowie eine weitere 4,90 × 2,10 Meter große Fläche an der inneren Blendmauer des äußeren Walles untersucht. Die Ergebnisse blieben unveröffentlicht und wurden lediglich an einigen Literaturstellen summarisch erwähnt.

### Weitere Untersuchungen und Fundbergungen

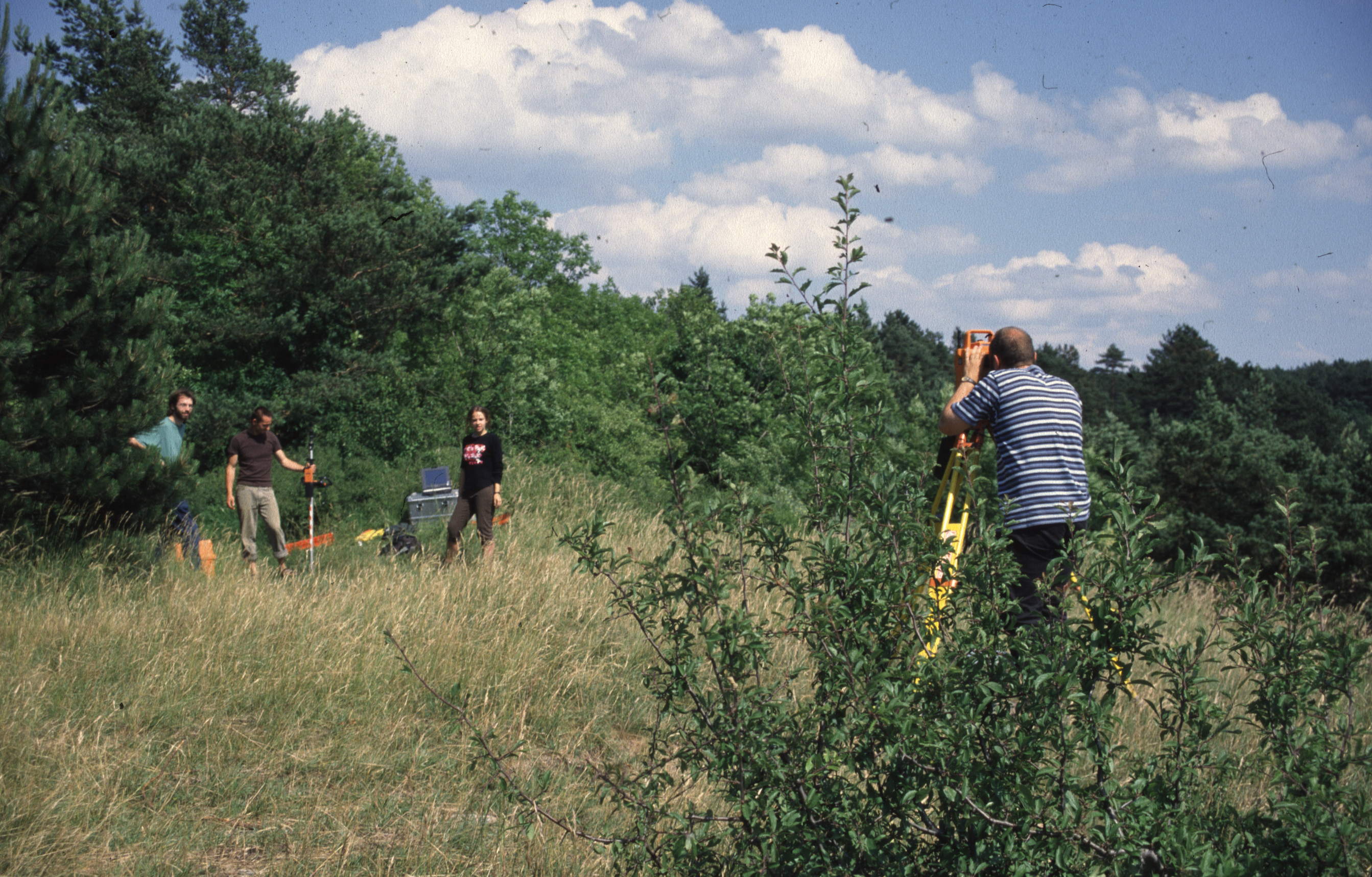
Geophysikalische Untersuchungen und Vermessungen im Sommer 2003

1983 und 2002 wurden weitere Funde im Museum Weimar eingeliefert, die während der Beackerung der Innenfläche für die anschließende Aufforstung aufgelesen bzw. bei einer Sanierung der inneren Blendmauer geborgen werden konnten. Im Frühjahr und Sommer 2003 unternahm Tim Schüler vom damaligen Thüringischen Landesamt für Archäologie geophysikalische Messungen. Untersucht wurde eine mehrere Quadratmeter große Fläche am Südende des Plateaus zwischen den beiden Wällen mit Hilfe der Geomagnetik, wobei das Fehlen flächiger Befunde bestätigt werden konnte. Außerdem wurden ein geoelektrisches Profil, auch Pseudoprofil genannt, durch den frühmittelalterlichen Wall im Bereich des heutigen Weges und zwei weitere Pseudoprofile durch die Reste des Randwalles in der Südwestecke des Plateaus angelegt.
Im Oktober 2003 konnte der Bereich für Ur- und Frühgeschichte der Universität Jena eine fünftägige Nachuntersuchung des 1959 angelegten Schnitts durch den frühmittelalterlichen Wall durchführen, in dem das Südprofil etwa einen halben Meter zurückversetzt und erneut aufgenommen wurde. Dabei wurden die Beobachtungen Neumanns zumeist bestätigt, in einigen Details jedoch auch modifiziert.

## Die spätbronzezeitliche Besiedlungsphase

### Forschungsgeschichte
Als erster erkannte Friedrich Klopfleisch im Zuge seiner Ausgrabungen, dass der Johannisberg bereits in der Ur- und Frühgeschichte besiedelt war. Die Fundstelle wurde von ihm 1869 in die archäologische Forschung eingeführt. Er datierte die Überreste der „einheimische(n) Töpferei“, die nach seiner Ansicht nach dem „Vorbilde der römischen“ gefertigt wurden, zunächst in das „2.–4. Jahrhundert nach Chr.“ 1880 waren Funde vom Johannisberg bei der von Rudolf Virchow angeregten ersten großen „Ausstellung prähistorischer und anthropologischer Funde Deutschlands“ in Berlin vertreten.
Wachsende Bekanntheit in der archäologischen Forschung erlangte der Johannisberg spätestens 1909 mit der Aufnahme in die Zusammenstellung der „vor- und frühgeschichtlichen Altertümer Thüringens“ von Alfred Götze, Paul Höfer und Paul Zschiesche. Von dem „mit Steinwällen befestigt(en)“ Johannisberg werden ein Feuersteinbeil aus dem Neolithikum, bronzezeitliche Funde wie „viele Tierknochen, Reibsteine, Kohle und Scherben“ und „einige ornamentierte Scherben“ als „slavische Funde“ genannt. Bei dem Fundinventar vom Johannisberg und anderen Burgwällen um Jena wie dem Jenzig und dem Alten Gleisberg bei Bürgel erkannte Götze „eine geradezu verblüffende Übereinstimmung mit dem der älteren Lausitzer Burgwälle“.
Der urgeschichtlichen Besiedlung auf dem Johannisberg widmete sich erst wieder Gotthard Neumann im Anschluss an die Ausgrabungen in den späten 1950er Jahren. 1972 legte Klaus Simon im Zuge seiner Aufarbeitung hallstattzeitlicher Fundstellen in Ostthüringen einen Großteil des Fundmaterials und eine Beschreibung der prähistorischen Befestigung vor.

### Funde und Befunde

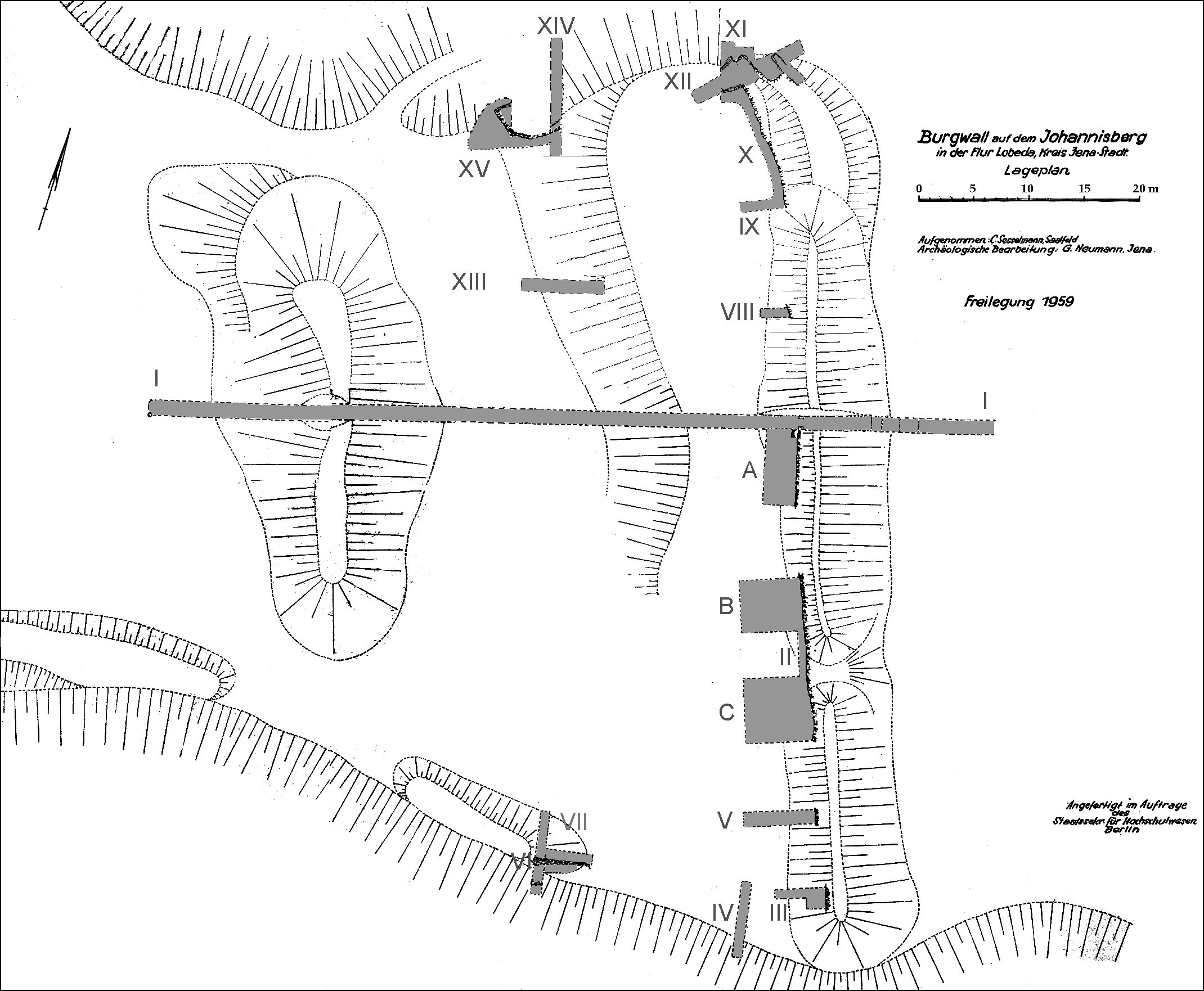
Plan der Grabungsflächen 1957 und 1959

Einige wenige spätneolithische Funde zeugen wohl lediglich von einer kurzfristigen Nutzung des Bergsporns in dieser Zeit. In der späten Bronze- und frühen Hallstattzeit (HaB2 bis HaC1) wurde der Sporn erstmals mit einem Abschnittswall gegen die Hochfläche abgeriegelt. Die Befestigung, deren Rest in dem westlichen Wall erhalten blieb, bestand aus einer mit Holz verstärkten Aufschüttung von Bachkalk, der auf der obersten Talstufe des Pennickentales, ca. 80 m unterhalb des Plateaus, gewonnen wurde. Simon errechnete, dass dazu etwa 150 m³ Mauerverfüllung von den Erbauern auf das Plateau geschafft werden musste. Dieser Holz-Erde-Stein-Konstruktion vorgelagert war eine steinerne Blendmauer aus Schaumkalkblöcken oder -platten in Trockenbauweise, welche wahrscheinlich hauptsächlich aus einem flachen Materialentnahmegraben direkt vor der Mauer stammten. Die Rückfront war wohl nicht, wie Neumann annahm, als Rampe ausgebildet, sondern bestand offenbar aus einer Holz(planken)wand, die später nach innen kippte.
Nach Simon wurde der Berg während der mittleren Hallstattzeit (HaC2) vorübergehend aufgelassen, ähnlich wie bei der Hasenburg bei Haynrode und dem Jenzig bei Jena. Als Grund hierfür nahm er unter anderem klimatische Veränderungen im Thüringer Raum an, welche den Johannisberg vorübergehend als Siedlungsplatz unattraktiv machten. Spätestens mit Beginn der späten Hallstattzeit (HaD1) wurde der Johannisberg erneut aufgesucht. Dabei scheint die ältere Befestigung wieder genutzt worden zu sein, zumindest gab es bei den Ausgrabungen keine Anzeichen für eine aufwendige Erneuerung der alten bzw. für den Bau einer neuen Befestigung. Simon setzte das Ende der Besiedlung in die Zeitstufe Latène A, wobei darauf hingewiesen werden muss, dass bei einer erneuten Durchsicht des Keramikmaterials keine eindeutig noch in die Latènezeit gehörende Keramik festgestellt werden konnte. Wie der Dohlenstein bei Kahla, der Felsenberg bei Öpitz oder der Weinberg bei Oberpreillipp verlor auch der Johannisberg bei Jena-Lobeda in der späten Hallstattzeit allmählich seine Funktion und wurde als Siedlungsplatz aufgegeben. Lediglich vom Alten Gleisberg bei Bürgel liegen mehrere latènezeitliche Funde, darunter auch einige Fibeln, vor.

## Die frühmittelalterliche Burg

### Eine slawische oder fränkische Anlage? Grundfrage der bisherigen Forschung

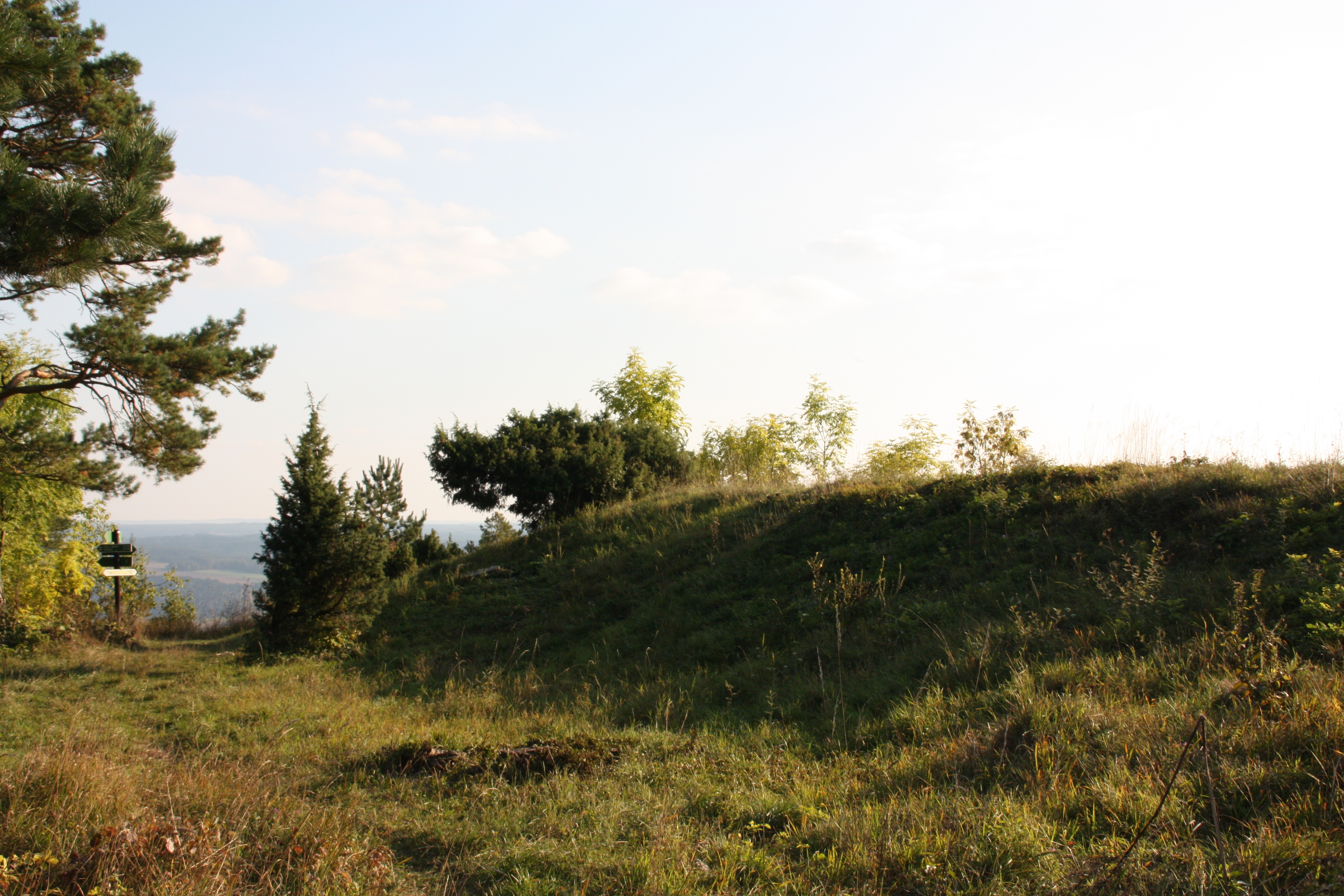
Blick auf den äußeren Wall mit den Resten der frühmittelalterlichen Befestigung

Alfred Götze wertete 1909 die bereits von Klopfleisch geborgenen Bruchstücke slawischer Keramik lediglich als Einzelfunde und sah die Befestigungsreste auf dem Johannisberg nicht als frühmittelalterlich, sondern allgemein als vorgeschichtlich, im speziellen Fall als bronzezeitlich an: „Ein Teil unserer Burgwälle ist bronzezeitlich, vor allem diejenigen, die man als Brand- oder Schlackenwälle bezeichnet, weil sie eine starke Einwirkung von Feuer aufweisen“. Im Zusammenhang mit der slawischen Besiedlung meinte er dagegen: „Ob rein slavische Burgwälle, d. h. solche, die wie so häufig in Ostdeutschland von ihnen errichtet wurden, in Thüringen vorkommen, ist zweifelhaft; jedenfalls haben sie aber manchmal ältere Burgwälle in Benutzung genommen“. Diese Ansicht Götzes blieb in der ersten Hälfte des 20. Jahrhunderts bestimmend. Ihr folgten sowohl Fachvertreter wie der Nachfolger Klopfleischs Gustav Eichhorn, Kurt Schumacher, Walter Schultz und fast wörtlich Alfred Auerbach als auch die Heimatforscher aus dem mittleren Saaletal. In der Datierung des Fundplatzes in die Bronzezeit liegt sicherlich auch der wesentliche Grund dafür, dass die Burg auf dem Johannisberg in den meist erbitterten Debatten am Ende des 19. und in der ersten Hälfte des 20. Jahrhunderts um die Beziehungen zwischen Franken/Deutschen und Slawen an der Saale keine Rolle spielte. Nach der damals allgemein üblichen Auffassung waren „feste Burgen“ des frühen Mittelalters nur auf dem linken Saaleufer errichtet worden und erst „als im 10. Jahrhundert die Rückeroberung des rechtsseitigen Saalegebietes begann, wurde auch das rechte Ufer mit Burgen bewehrt“.
Gotthard Neumann, der kurz zuvor auf dem slawischen Burgwall „Alte Schanze“ in Köllmichen, heute Ortsteil von Mutzschen, eine der ersten modernen Untersuchungen einer frühmittelalterlichen Burganlage in Mitteldeutschland durchgeführt hatte, erkannte 1931 den Johannisberg als frühmittelalterliche („slawische“) Anlage, ging jedoch zunächst auf diese Datierung nicht weiter ein. Es wird nicht zuletzt den Zeitumständen geschuldet sein, dass sich Neumanns Ansprache des Johannisbergs als slawischer Burgwall zunächst nicht durchsetzen konnte, nicht einmal bei Archäologen und Historikern, mit denen er in engem Kontakt stand wie Werner Radig oder Herbert Koch. Erst mit den Ausgrabungen 1957 und 1959 konnte der eindeutige Nachweis angetreten werden, dass auf dem bereits in der Bronzezeit genutzten und befestigten Gelände an etwas anderer Stelle im frühen Mittelalter eine Befestigung neu errichtet worden war.
Im Mittelpunkt der Forschung stand seither fast immer die Frage, ob es sich bei der frühmittelalterlichen Burg auf dem Johannisberg um eine Befestigung politisch unabhängiger slawischer Herrscher handelte oder ob sie unter fränkischer Herrschaft errichtet worden war. Der Ausgräber Neumann sah den Johannisberg allein aufgrund historischer Überlegungen als sorbische Befestigung zum Schutz der Saalegrenze an und meinte, dass diese zwischen 751 und 937 bestanden haben könnte. Für Joachim Herrmann war es 1967 „bei der Lage unmittelbar an der Saale […] nicht ohne weiteres sicher, wem diese Burg diente, ob den sorbischen Anwohnern oder dem karolingischen Reich“. Die Befestigungsmauer wurde ihm zufolge „spätestens im 9. Jh.“ errichtet. Im selben Zusammenhang zählte er den Johannisberg zu „den zweifellos unter fränkischem oder antiken Einfluß stehenden Anlagen im sorbischen Gebiet“. 1970 fand der Johannisberg als altslawische Volks- bzw. Fluchtburg Erwähnung im Handbuch „Die Slawen in Deutschland“. Entsprechend der marxistischen Geschichtsauffassung wurden „die ältesten Burgen [...] von bäuerlichen Produzenten zu ihrem Schutz angelegt“. Sigrid Dušek schrieb im Anschluss an ihre Untersuchungen 1983: „Umstritten ist noch die ethnische Zuweisung dieser Burg. Keramik und Fortifikationstechnik […] weisen auf eine slawische Gründung […], andererseits wird auch die Möglichkeit einer karolingischen Befestigung erwogen“. 1985 wurde die Anlage von ihr als „der westlichste und einzige im thüringischen Saalegebiet untersuchte wahrscheinlich slawische Burgwall“ bezeichnet. Auch 1992 und zuletzt 1999 wies Dušek den Johannisberg den Slawen zu. 2006 meinte Tim Schüler: „Die Funde sprechen für eine slawische Anlage, die im 9./10. Jh. hier der Sicherung des mittleren Saaletals diente.“
Dagegen sahen Paul Grimm und Hansjürgen Brachmann hierin eine fränkische Gründung. Am deutlichsten hat sich Reinhard Spehr 1994 und 1997 für die Annahme einer spätfränkischen Gründung mit weitreichenden Schlüssen ausgesprochen. Seiner Ansicht nach „errichteten die Franken zur Sicherung der Reichsgrenze im 8. Jh. eine Burg mit steinernen Mauerfassaden“. Gegen die „von Spehr erneut und recht apodiktisch vorgetragene Ansicht“ wandte sich 1995 wiederum Matthias Rupp. Zwar sprach er von einer „bisher keine eindeutige ethnische Zuordnung erlaubende(n) Befestigungsanlage auf dem Johannisberg“, doch führte er mit den Parallelen im slawischen Burgenbau, der slawischen Keramik und der strategischen Ausrichtung der Wehranlage auf dem Hochplateau des östlichen Saaleufers Argumente an, die gegen eine karolingische Grenzburg sprechen sollten. Peter Sachenbacher zählte den Johannisberg im Jahr 2002 zu den „Burgen, die zur Zeit ihrer Anlage von ihrem Ethnos her als rein slawisch anzusprechen sind“. Vier Jahre später stellte er fest: „Heute geht man richtigerweise davon aus, dass die vorherrschend slawische Keramik nicht automatisch auf eine slawische Burg schließen lässt und dass es durchaus wahrscheinlicher ist, dass die Anlage unter karolingischer Herrschaft errichtet wurde“.
Alle diese Interpretationen beruhen jedoch eher auf allgemeinen Überlegungen zur politischen Situation im Früh- und beginnenden Hochmittelalter im Elbe-Saale-Raum als auf den archäologischen Funden und Befunden, da deren Aussagekraft diesbezüglich doch eher gering ist.

### Das Fundmaterial und seine Aussagekraft

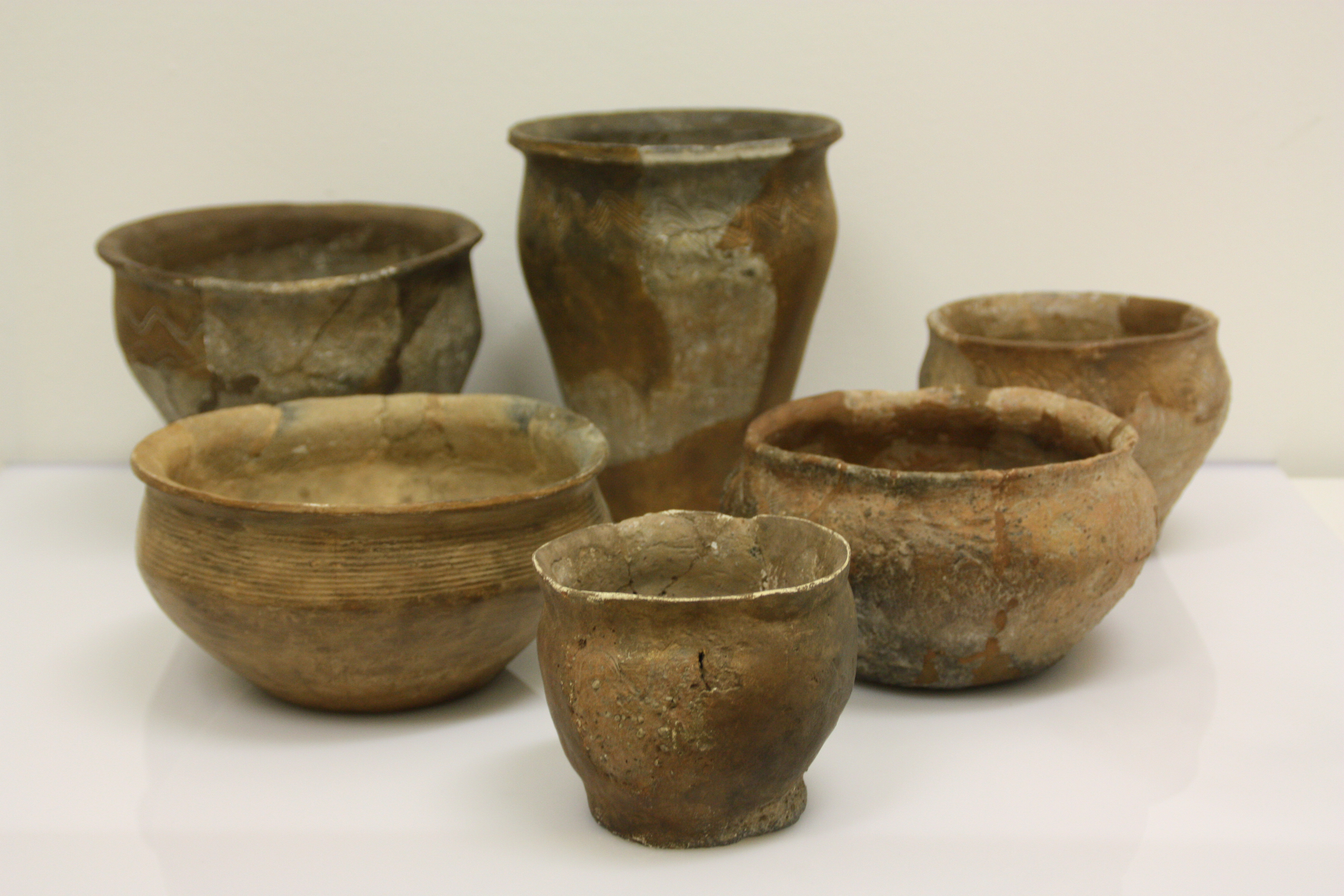
Frühmittelalterliche Keramik slawischer Herstellungstradition

Bei dem frühmittelalterlichen Fundmaterial vom Johannisberg handelt es sich in erster Linie um slawische Keramik des Leipziger Kreises, darunter fünf vollständige und 19 im Oberteil erhaltene bzw. rekonstruierbare Gefäße, und nur wenige Stücke aus Metall, Stein oder Knochen. Es liegen mehrere Messer mit Griffangeln und geradem bzw. leicht gebogenem Rücken vor, die besonders in den umliegenden Gräberfeldern des 8. und 11. Jahrhunderts, aber auch in zahlreichen Burgen dieser und jüngerer Zeitstellung auftreten. Dies gilt gleichfalls für eine Messerspitze, eine eiserne Pfeilspitze mit flachem, spitzovalem Blatt, einen unverzierten Messerscheidenbeschlag und zwei gebogene Blechstreifen, die als bandförmige Fingerringe angesehen werden können. Die Funde sind mehrheitlich unstratifiziert.
Das Fundmaterial kann überwiegend in das 9. und 10. Jahrhundert datiert werden. Ob und wie weit einige Keramikfunde noch in das 8. Jahrhundert hinabreichen, muss zum derzeitigen Forschungsstand offenbleiben. Ein hochmittelalterlicher bandförmiger Henkel zeigt wohl, wie auch wenige weitere spätmittelalterliche und neuzeitliche Keramikfunde, lediglich eine sporadische Nutzung des Areals in jüngerer Zeit an.
Bei der Frage nach der politischen Zugehörigkeit der Burganlage lassen die Keramik-Funde keine konkreten Aussagen zu. Die Dominanz slawischer Keramik sagt nichts über die politische Zugehörigkeit der Burgherren aus. So wurde beispielsweise bei den Ausgrabungen auf dem Burgberg in Meißen, einer Gründung König Heinrichs I. nach 929, ebenfalls fast ausschließlich slawische Keramik im Fundmaterial angetroffen. Sie spiegelt lediglich die Verhältnisse im slawisch besiedelten Umland wider, aus dem die Burg mit Nahrungsmitteln einschließlich der Transportgefäße und Gebrauchsgeschirr versorgt wurde.

### Konstruktion und Datierung der Befestigung

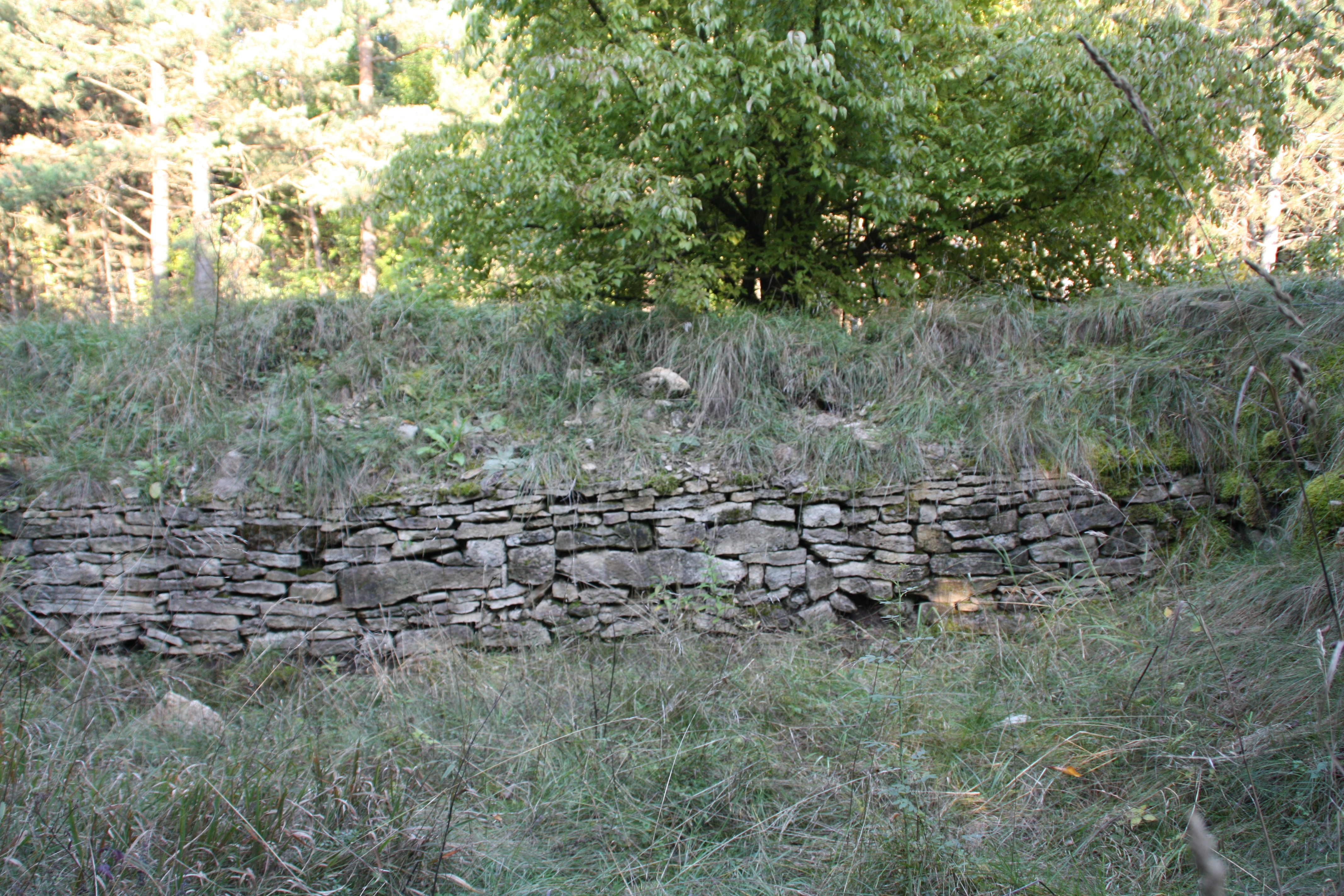
Blick auf die teilweise rekonstruierte innere Blendmauer der frühmittelalterlichen Befestigung

Die frühmittelalterliche Befestigung auf dem Johannisberg bestand aus einer den Bergsporn in seiner gesamten Breite abriegelnden mächtigen Holz-Erde-Konstruktion mit vorgeblendeten Trockenmauern an der Außen- und Innenfront, einem vorgelagerten Sohlgraben, einer umlaufenden Randbefestigung in wahrscheinlich gleicher Konstruktionsweise und möglicherweise zwei weiteren vorgelagerten Wällen. Die neue Hauptbefestigung wurde etwa 30 m östlich des älteren Walles errichtet, an der der Sporn wesentlich breiter ist. Ob und inwieweit die bronzezeitliche Befestigung im frühen Mittelalter erneut genutzt und ausgebaut wurde, kann nicht gesagt werden.
Eine Befestigungsweise mit steinernen Blendmauern galt lange Zeit als genuin slawische Eigenart. Neuere Forschungen zeigen jedoch, dass die Vorstellungen einer ethnischen Zuweisung von Burgenbautechnik nicht haltbar sind. Insgesamt zeigt sich eine deutliche Konzentration dieser Bautechnik am östlichen Randbereich des fränkischen Reiches. Vermutlich wurde die Befestigungsweise durch die Westslawen von den Franken übernommen, bei denen die römisch-spätantike Bautradition bewahrt worden war.
Auffällig ist weiterhin, dass viele vergleichbare Anlagen in Mitteldeutschland nach aktuellen Forschungen jünger sind als lange Zeit angenommen, so z. B. der (spätere) Burgwardmittelpunkt in Dresden-Briesnitz, der Burgwall „Bei den Spitzhäusern“ und der Burgberg in Zehren oder die Burg auf der Landeskrone bei Görlitz. Sie sind überwiegend erst um die Mitte oder in der zweiten Hälfte des 10. Jahrhunderts und damit sicherlich unter ostfränkisch-deutscher Herrschaft entstanden. Ein unmittelbarer Zusammenhang mit der Einrichtung des ottonischen Burgwardsystems liegt nahe. Auch die etwas älteren Anlagen in den übrigen slawischen Gebieten, besonders in Mähren, werden in den jüngeren Bearbeitungen auf den Einfluss des ostfränkisch-karolingischen Reiches bzw. gegenseitige Kontakte zwischen Franken und Slawen zurückgeführt.

### Ergebnisse der archäologischen und historischen Forschungen

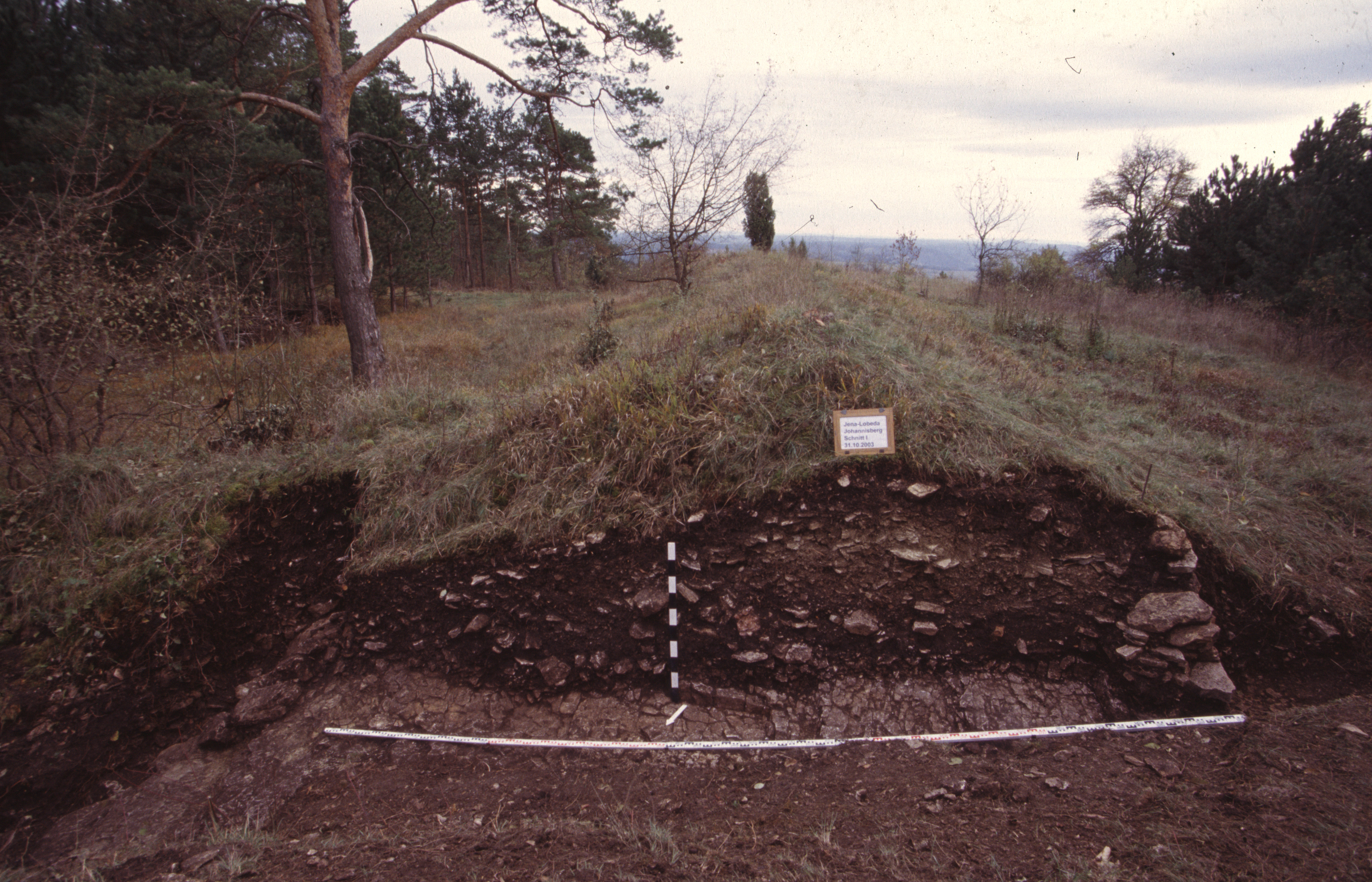
Schnitt I durch den äußeren Wall mit den Resten der frühmittelalterlichen Befestigung bei der Grabung im Oktober 2003

Die Burganlage auf dem Johannisberg lässt sich bisher nur grob in das 9. und 10. Jahrhundert datieren. Auch ein Siedlungsbeginn bereits im späten 8. Jahrhundert ist möglich. Da bei der Befestigung keine Umbauten oder Erneuerungen erkannt werden konnten, kann von einer Bestandszeit von etwa 30 bis 50 Jahren ausgegangen werden. Die Masse des keramischen Fundmaterials und die Blütezeit des Befestigungstyps fallen in die zweite Hälfte des 9. und die erste Hälfte des 10. Jahrhunderts, so dass die Befestigung wohl erst in dieser Zeit bestand. Die Aussagekraft der wenigen Befunde ist begrenzt.
Die Qualität und der Umfang der Besiedlung innerhalb der Befestigung bleiben unklar. Die aufwendige Holz-Erde-Konstruktion mit vorderer und hinterer Blendmauer zeugt eher von einer längerfristigen Nutzung als von einer kurzfristig wehrhaft gemachten Fluchtburg. Auch die Spuren der Bebauung unmittelbar hinter der Hauptmauer und der Randbefestigung sowie die zentrale Lage des Johannisberges sind Indizien für eine dauerhafte Besiedlung. Die vergleichsweise geringe Zahl der Funde, das Fehlen flächiger Befunde und besonders das Fehlen von nahegelegenen Wasserstellen sprechen gleichzeitig gegen eine ständige Ansiedlung mit größerem Umfang und einer größeren Zahl der Besatzung. Die Existenz von sogenannten Volks- und Fluchtburgen im Sinne von durch eine Gemeinschaft zu ihrem Schutze errichteten und nur im Bedarfsfall genutzten Anlagen wird in den letzten Jahren immer mehr in Frage gestellt. Der Johannisberg gehört zu den karolingerzeitlichen Großburgen, die im gesamten westslawischen Siedlungsgebiet vorkommen und zahlreiche Übereinstimmungen bei Größe, Grundriss, Mauerkonstruktion und Innenbebauung zeigen. Ihre Anfänge liegen im 8. Jahrhundert, je nach der weiteren historischen Entwicklung werden sie bereits im 9. Jahrhundert wieder aufgelassen oder laufen bis in das 10./11. Jahrhundert weiter. Aufgrund der Analogien im fränkischen Machtbereich, aber auch der wenigen schriftlichen Quellen für das westslawische Gebiet wird deutlich, dass entwickelte Herrschaften hinter dem Bau dieser Befestigungen standen. Das schließt natürlich nicht aus, dass solche Burgen ständig von einer größeren Zahl von Personen bewohnt wurden oder zumindest im Gefahrenfalle – angesichts ständiger Auseinandersetzungen der Eliten sicher nicht gerade selten – zur Aufnahme größerer Menschenmengen geeignet waren. Allgemein ist bei früh- und hochmittelalterlichen Burgen festzustellen, dass sie zumeist nicht an Grenzen, sondern inmitten des besiedelten Landes lagen. Sie erfüllten zentralörtliche Funktionen innerhalb von Siedlungskammern, d. h. sie dienten hier der Kontrolle und dem Schutz der umliegenden Siedlungen und wohl auch der Demonstration und Repräsentation von Herrschaft. Die Aufgabe der Grenzüberwachung und -sicherung, wie Neumann vermutete, ist untypisch. Allein aufgrund der Funde und Befunde vom Johannisberg ist eine Entscheidung über die politische Zugehörigkeit der Burg nicht möglich.
Daher ist die Frage zu stellen, ob die politisch-militärische Grenze zwischen fränkischem Reich und den Slawen, der so genannte limes sorabicus überhaupt entlang der mittleren und unteren Saale verlief. Nach Aussage der archäologischen, historischen und onomastischen Zeugnisse kann davon ausgegangen werden, dass das mittlere Saaletal mit den Nebentälern der Orla, Roda und Gleise bereits im frühen Mittelalter einen einheitlichen Siedlungs- und Wirtschaftsraum bildete, dessen Rückgrat der Fluss selbst war. Diese Annahme berührt natürlich wiederum unmittelbar die Frage nach der Interpretation der Burg auf dem Johannisberg. Eine scharfe Grenze entlang der mittleren Saale mit einer vom fränkischen Reich weitestgehend unabhängigen slawischen Burgbesatzung ist nur schwer denkbar. Die Befestigung auf dem Johannisberg wird wohl in der zweiten Hälfte des 9. Jahrhunderts im Zusammenhang mit der Einrichtung des limes sorabicus unter fränkischem Einfluss errichtet worden sein. Dies sagt jedoch nichts über die ethnische Zugehörigkeit ihrer Bewohner und erst recht nicht ihrer Erbauer aus. Diese wurden zweifelsohne aus dem slawisch besiedelten Umland rekrutiert, wie es auch für den Bau des fränkischen castellum bei Halle im Jahr 806 überliefert ist. Aus den umliegenden Siedlungen wurde die Burgbesatzung auch mit Nahrungsmitteln und Gebrauchsgut versorgt, wodurch das nahezu ausschließliche Vorkommen slawischer Gefäßkeramik eine Erklärung findet.

## Heutige Nutzung

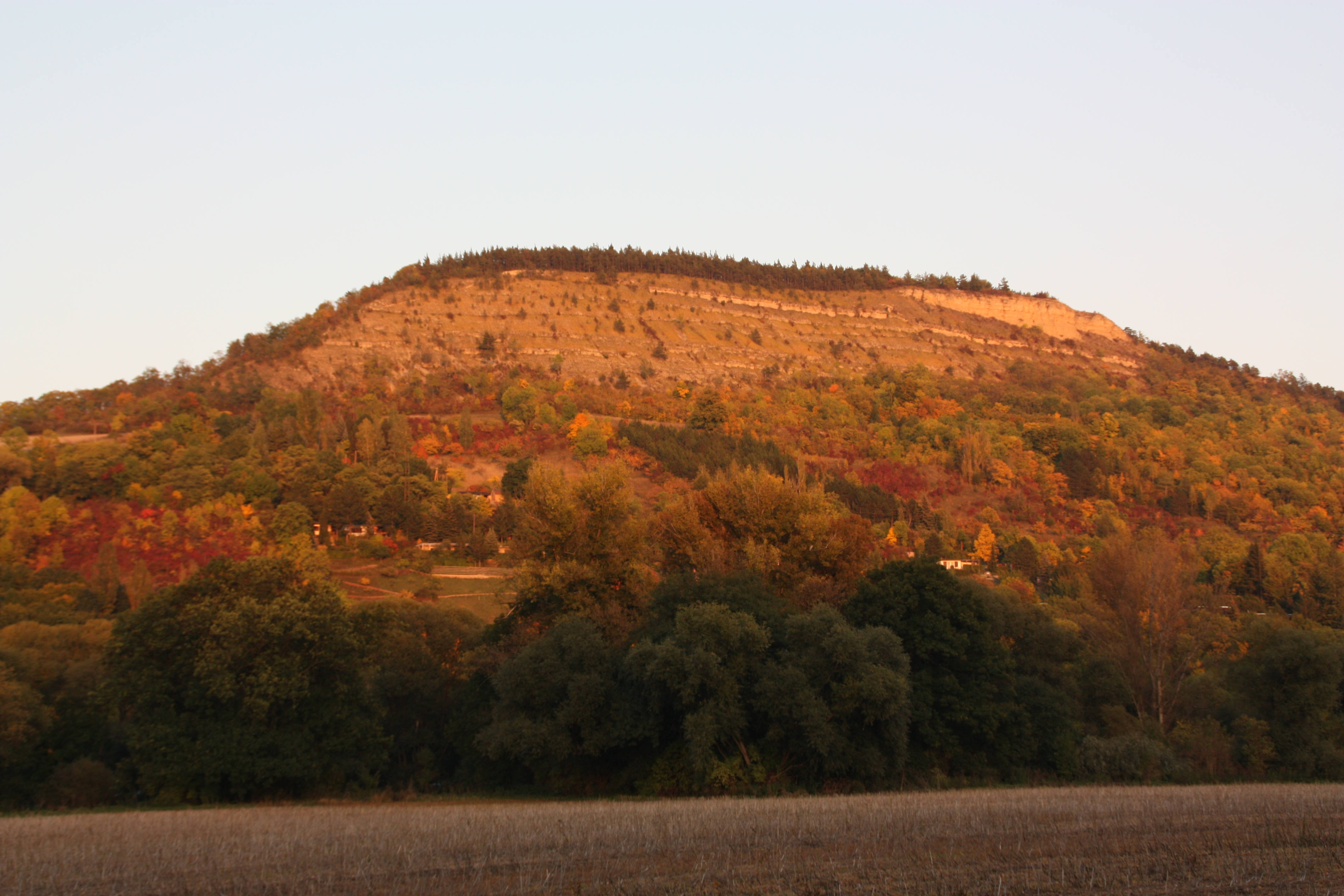
Blick von Burgau auf den Johannisberg

Bis in die Zeit nach dem Zweiten Weltkrieg wurde das Plateau des Johannisbergs als Weidefläche für Schafe genutzt. Nach Aufgabe der Weidenutzung verbuschte das Gelände. In den 1980er Jahren wurde es planmäßig aufgeforstet und ist bis auf kleine Flächen im Westen mit einem dichten Mischwald bestanden.

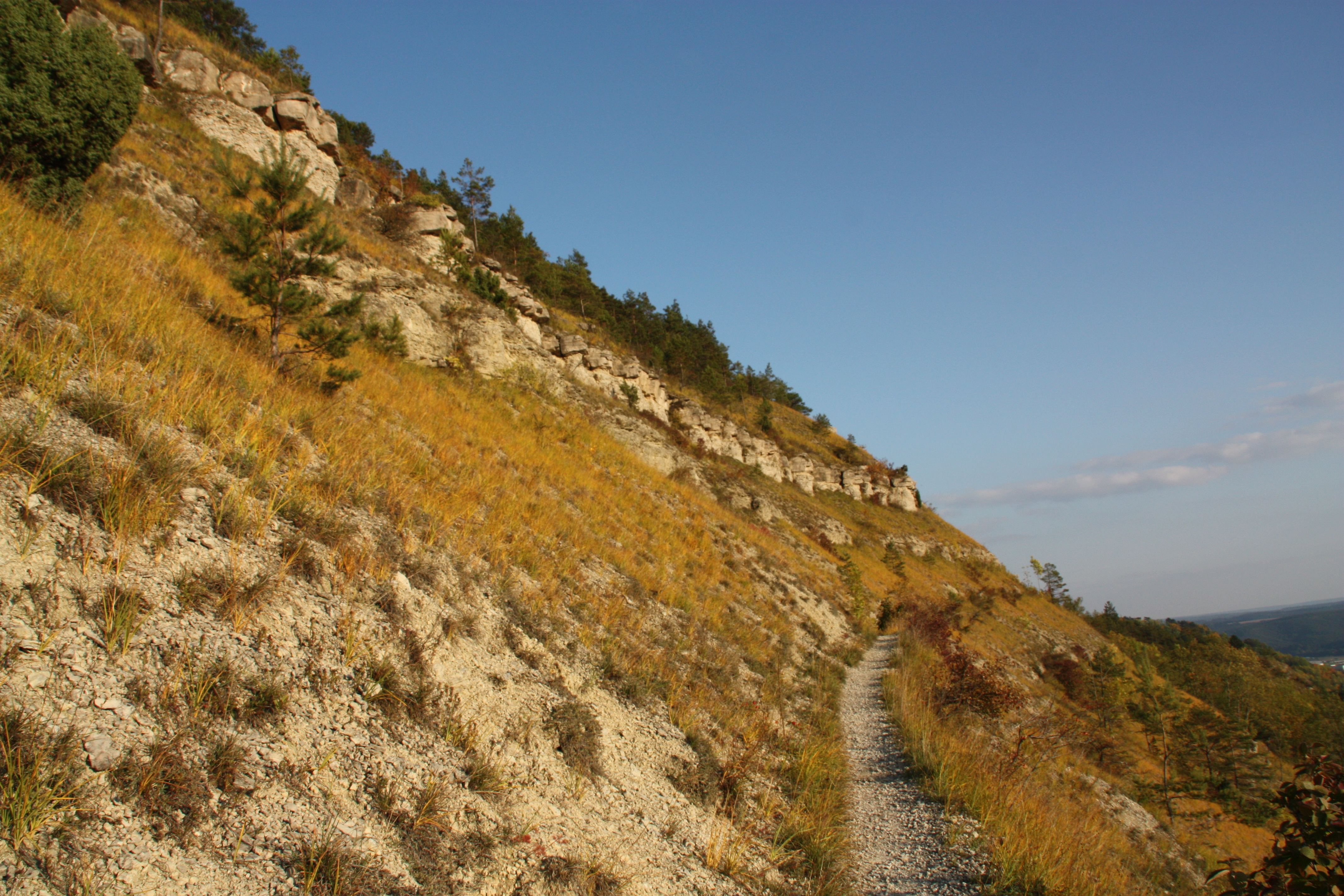
Muschelkalkbänke des Johannisberges von der mittleren Horizontale aus

Wie auch die anderen Berge um Jena ist der Johannisberg ein beliebtes Wanderziel. Mehrere gut ausgebaute Wege führen von Nordwesten und Süden auf den Berg und nach Osten weiter auf die Hochfläche der Wöllmisse. Die 11,4 km lange Strecke „Johannisberg-Horizontale“ ist Teil des etwa 100 km langen Rundwanderweges „Horizontale“ um Jena. Ein 1999 neugestalteter heimatkundlicher Lehrpfad informiert über natürlichen Besonderheiten, die Geologie und die Flora und Fauna des Osthanges des mittleren Saaletales. Von der Abbruchkante des Berges im Westen aus besteht ein weiter Blick über die Stadt und das mittlere Saaletal.
Ein Abschnitt des Kernberglaufes führt vom Fürstenbrunnen über den Johannisberg weiter zur Lobdeburg. Radfahren und Mountainbiking sind verboten, doch üben die Strecken trotzdem eine große Anziehungskraft auf Radsportler aus.